# Daniele Pagani (attore)

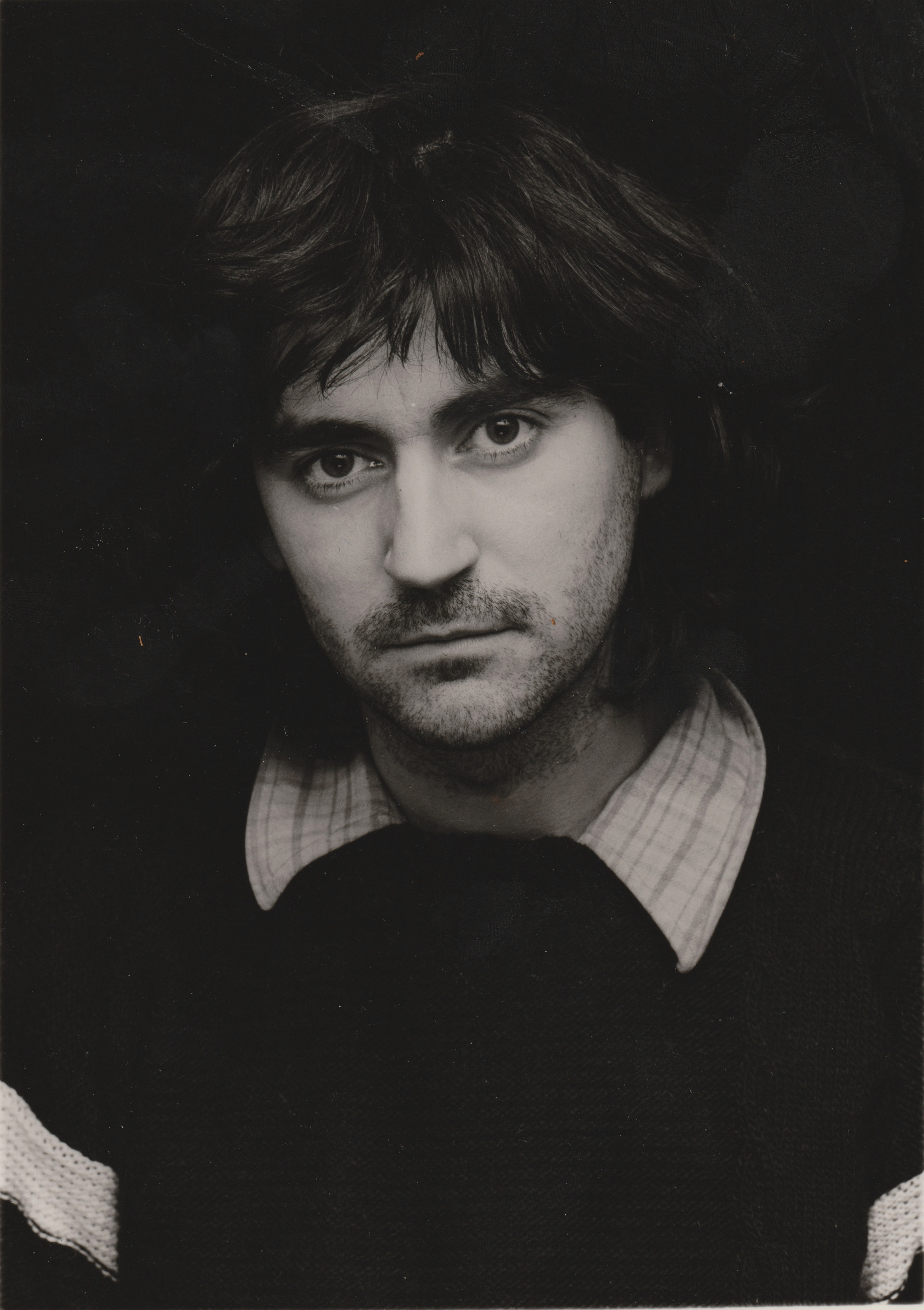
Daniele Pagani nel 1979

Daniele Luigi Pagani (Milano, 19 ottobre 1949 – Milano, 30 giugno 2019) è stato un attore italiano.

## Biografia
Nasce a Milano, dove cresce nel quartiere Greco. Nel 1973 si diploma alla Civica Scuola D'Arte Drammatica "Piccolo Teatro di Milano". 
Dal 1974 al 1976 lavora stabilmente nella compagnia del Salone Pierlombardo (oggi Teatro Franco Parenti) sotto la regia di Andrée Ruth Shammah, dove recita, fra gli altri spettacoli, nell'Amleto di Giovanni Testori e nell'Ubu Re di Alfred Jarry. 
Parallelamente lavora anche in diversi sceneggiati per la televisione (RAI) e per il cinema. 
La sua principale attività nel mondo del cinema è stata quella di interprete e tra i lavori più interessanti possiamo citare la partecipazione nel film Prova d'orchestra (1979) di Federico Fellini dove ha interpretato la parte del trombonista. 
Ha recitato in alcuni film di grandi maestri come Pier Paolo Pasolini, Carlo Lizzani e Marco Bellocchio.
Nel 1981 ha inoltre lavorato con Sergio Citti per la realizzazione del film Il minestrone dove ha interpretato la parte di un operaio. 

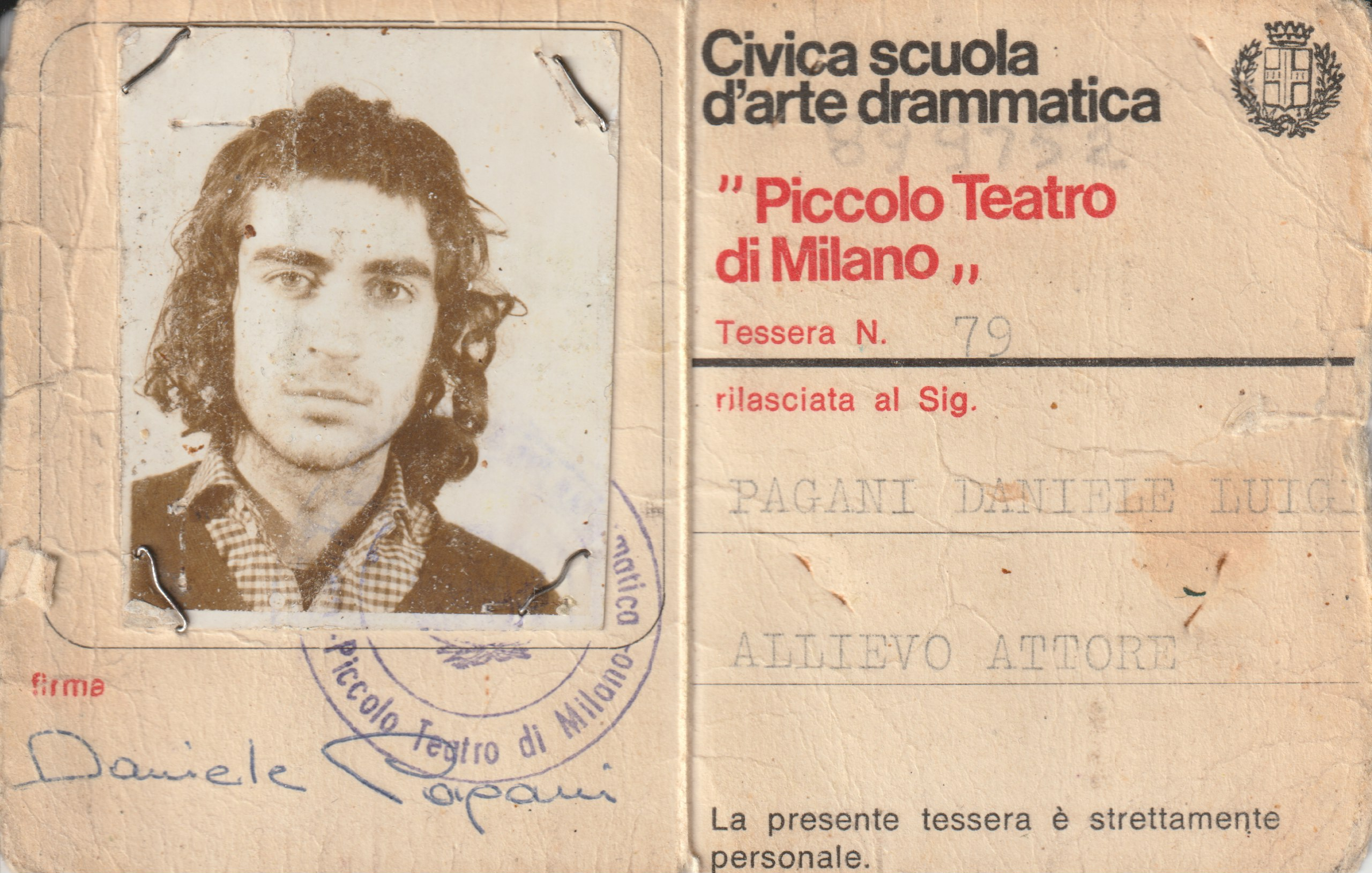
Originale della tessera n.79 della Civica scuola d'arte drammatica "Piccolo Teatro di Milano".

L'amore per il teatro e il cinema sono stati sempre pari a quelli per l'arte, la poesia, la letteratura. Ha dipinto moltissimo, scritto alcuni romanzi e centinaia di poesie, senza mai pubblicare nulla, senza cercare fama o successo.

## Filmografia
- Non si scrive sui muri a Milano, regia di Raffaele Maiello (1975)
- La polizia ha le mani legate, regia di Luciano Ercoli (1975)
- Storie di vita e malavita, regia di Carlo Lizzani (1975)
- Marcia trionfale, regia di Marco Bellocchio (1976)
- Genova a mano armata, regia di Mario Lanfranchi (1976)
- Prova d'orchestra, regia di Federico Fellini (1979)
- Nella città perduta di Sarzana, regia di Luigi Faccini (1980)
- Il minestrone, regia di Sergio Citti (1981)